# Rally de Montecarlo de 2024
El Rally de Montecarlo de 2024, oficialmente 92ème Rallye Automobile Monte-Carlo, fue la 92.ª edición y la primera ronda de la temporada 2024 del Campeonato Mundial de Rally. Se celebró del 24 al 28 de enero y contó con un itinerario de diecisiete tramos sobre asfalto y nieve que sumaron un total de 324,44 km cronometrados. Esta también fue la primera ronda de los campeonatos WRC-2 y WRC-3.
Esta fue la primera prueba en la cual se implemento el nuevo formato de puntos: los diez mejores pilotos en la clasificación general al final del sábado obtuvieron 18–15–13–10–8–6–4–3–2–1 puntos respectivamente, y los siete primeros pilotos que registraron los mejores tiempos en una tabla de clasificación acumulada del domingo obtuvieron 7–6–5–4–3–2–1 puntos respectivamente.
El ganador de la prueba fue el belga Thierry Neuville quien consiguió su vigésima victoria mundialista, segunda en la prueba. Tras librar una intensa batalla con Sébastien Ogier el sábado y hacerse con el liderazgo del rally, Neuville confirmó su favoritismo y triunfó en la prueba inaugural del campeonato. En una exhibición perfecta, el piloto del Hyundai Shell Mobis WRT ganó las tres etapas del domingo y venció por 16.1 segundos a Ogier. Elfyn Evans, que perdió ritmo en el transcurso de la jornada del sábado, completó el top-3. Neuville se convirtió en el primer piloto en conseguir puntaje ideal con el nuevo formato de puntuación, se llevó los 18 puntos por terminar el sábado líder, sumó los 7 puntos del Super Sunday y los 5 puntos del Power Stage .
En el WRC-2, el ganador fue el francés Yohan Rossel quien se impuso en un duelo de a tres al español Pepe López y al búlgaro Nikolay Gryazin. Durante las tres primeras jornadas la lucha por el primer puesto siempre estuvo entre Nikolay Gryazin y Pepe López, en la última jornada un sobresaliente Rossel no dio opciones a sus rivales a pesar de partir con 6.9 de desventaja desde el tercer puesto. En el primer tramo Rossel empataba con López, lo que daba el primer puesto al español, que aventajaba en ese momento en 3.7 a Gryazin y en 6.7 a Rossel. En la segunda especial le recortaba 5.8 a López y en el tramo final 4.9 al piloto español, logrando el triunfo entre los Rally2 con cuatro segundos de ventaja sobre el piloto de Skoda, que lo dio todo hasta el final. Mientras que Gryazin quedó descolgado en la penúltima especial, terminando a 15.4 segundos de Rossel.
En el WRC-3, el ganador de la prueba fue el checo Jan Černý quien fue el mejor de los dos pilotos que terminaron la prueba, le sacó más de diez minutos al francés Ghjuvanni Rossi.

## Lista de inscritos
| Num.                       | Piloto                   | Copiloto                   | Equipo                   | Automóvil                | Neu.                     |
| World Rally Championship   | World Rally Championship | World Rally Championship   | World Rally Championship | World Rally Championship | World Rally Championship |
| -------------------------- | ------------------------ | -------------------------- | ------------------------ | ------------------------ | ------------------------ |
| 8                          | Ott Tänak                | Martin Järveoja            | Hyundai Shell Mobis WRT  | Hyundai i20 N Rally1     | P                        |
| 9                          | Andreas Mikkelsen        | Torstein Eriksen           | Hyundai Shell Mobis WRT  | Hyundai i20 N Rally1     | P                        |
| 11                         | Thierry Neuville         | Martijn Wydaeghe           | Hyundai Shell Mobis WRT  | Hyundai i20 N Rally1     | P                        |
| 13                         | Grégoire Munster         | Louis Louka                | M-Sport Ford WRT         | Ford Puma Rally1         | P                        |
| 16                         | Adrien Fourmaux          | Alexandre Coria            | M-Sport Ford WRT         | Ford Puma Rally1         | P                        |
| 17                         | Sébastien Ogier          | Vincent Landais            | Toyota Gazoo Racing WRT  | Toyota GR Yaris Rally1   | P                        |
| 18                         | Takamoto Katsuta         | Aaron Johnston             | Toyota Gazoo Racing WRT  | Toyota GR Yaris Rally1   | P                        |
| 33                         | Elfyn Evans              | Scott Martin               | Toyota Gazoo Racing WRT  | Toyota GR Yaris Rally1   | P                        |
| World Rally Championship 2 |                          |                            |                          |                          |                          |
| 20                         | Yohan Rossel             | Arnaud Dunand              | DG Sport Compétition     | Citroën C3 Rally2        | P                        |
| 21                         | Nikolay Gryazin          | Konstantin Aleksandrov     | DG Sport Compétition     | Citroën C3 Rally2        | P                        |
| 24                         | Nicolas Ciamin           | Yannick Roche              | Nicolas Ciamin           | Hyundai i20 N Rally2     | P                        |
| 25                         | Pepe López               | David Vázquez Liste        | Pepe López               | Škoda Fabia RS Rally2    | P                        |
| 26                         | Chris Ingram             | Hannah McKillop            | Chris Ingram             | Škoda Fabia RS Rally2    | P                        |
| 27                         | Stéphane Lefebvre        | Andy Malfoy                | Stéphane Lefebvre        | Toyota GR Yaris Rally2   | P                        |
| 28                         | Bryan Bouffier           | Frédéric Vauclare          | Bryan Bouffier           | Toyota GR Yaris Rally2   | P                        |
| 29                         | Jan Solans               | Rodrigo Sanjuan de Eusebio | Jan Solans               | Toyota GR Yaris Rally2   | P                        |
| 30                         | Alejandro Mauro Sánchez  | Adrián Pérez Fernández     | Alejandro Mauro Sánchez  | Škoda Fabia Rally2 evo   | P                        |
| 31                         | John Wartique            | Maxime Andernack           | John Wartique            | Ford Fiesta Rally2       | P                        |
| 32                         | Mauro Miele              | Luca Beltrame              | Mauro Miele              | Škoda Fabia RS Rally2    | P                        |
| 34                         | Roberto Daprà            | Luca Guglielmetti          | Roberto Daprà            | Škoda Fabia Rally2 evo   | P                        |
| 35                         | Olivier Burri            | Anderson Levratti          | Olivier Burri            | Škoda Fabia Rally2 evo   | P                        |
| 36                         | Jacopo Bergamin          | Alice Tasselli             | Jacopo Bergamin          | Volkswagen Polo GTI R5   | P                        |
| 37                         | Federico Laurencich      | Alberto Mlakar             | Federico Laurencich      | Škoda Fabia Rally2 evo   | P                        |
| 38                         | Massimiliano Locatelli   | Stefano Tiraboschi         | Massimiliano Locatelli   | Škoda Fabia Rally2 evo   | P                        |
| 39                         | Eamonn Boland            | Michael Joseph Morrissey   | Eamonn Boland            | Ford Fiesta Rally2       | P                        |
| 40                         | Jourdan Serderidis       | Frédéric Miclotte          | Jourdan Serderidis       | Volkswagen Polo GTI R5   | P                        |
| 41                         | Maurizio Morato          | Massimiliano Bosi          | Maurizio Morato          | Škoda Fabia Rally2 evo   | P                        |
| 43                         | Maurizio Chiarani        | Flavio Zanella             | Maurizio Chiarani        | Škoda Fabia Rally2 evo   | P                        |
| 44                         | Filippo Marchino         | Pietro Elia Ometto         | Filippo Marchino         | Škoda Fabia Rally2 evo   | P                        |
| 45                         | Henk Vossen              | Willem Vissenberg          | Henk Vossen              | Hyundai i20 N Rally2     | P                        |
| World Rally Championship 3 |                          |                            |                          |                          |                          |
| 46                         | Jan Černý                | Ondřej Krajča              | Jan Černý                | Ford Fiesta Rally3       | P                        |
| 47                         | Ghjuvanni Rossi          | Kylian Sarmezan            | Ghjuvanni Rossi          | Renault Clio Rally3      | P                        |
| 48                         | Carlo Covi               | Simone Angi                | Carlo Covi               | Ford Fiesta Rally3       | P                        |
| Fuente: ewrc-results.com   |                          |                            |                          |                          |                          |

## Itinerario
| Día                      | Tramo | Nombre                                           | Distancia | Ganador                    | Automóvil              | Tiempo  | Líder de la general |
| ------------------------ | ----- | ------------------------------------------------ | --------- | -------------------------- | ---------------------- | ------- | ------------------- |
| Día 1 (24 de enero)      | -     | Route de la Garde (Shakedown)                    | 3.28 km   | Ott Tänak                  | Hyundai i20 N Rally1   | 2:00.5  | -                   |
| Día 2 (25 de enero)      | SS1   | Thoard / Saint-Geniez                            | 21.01 km  | Elfyn Evans                | Toyota GR Yaris Rally1 | 12:12.9 | Elfyn Evans         |
| Día 2 (25 de enero)      | SS2   | Bayons / Bréziers                                | 25.19 km  | Elfyn Evans                | Toyota GR Yaris Rally1 | 14:00.0 | Elfyn Evans         |
| Día 3 (26 de enero)      | SS3   | Saint-Léger-les-Mélèzes / La Bâtie-Neuve 1       | 16.68 km  | Thierry Neuville           | Hyundai i20 N Rally1   | 9:18.3  | Elfyn Evans         |
| Día 3 (26 de enero)      | SS4   | Champcella / Saint-Clément 1                     | 17.87 km  | Sébastien Ogier            | Toyota GR Yaris Rally1 | 9:53.2  | Elfyn Evans         |
| Día 3 (26 de enero)      | SS5   | La Bréole / Selonnet 1                           | 18.31 km  | Sébastien Ogier            | Toyota GR Yaris Rally1 | 10:10.8 | Elfyn Evans         |
| Día 3 (26 de enero)      | SS6   | Saint-Léger-les-Mélèzes / La Bâtie-Neuve 2       | 16.68 km  | Thierry Neuville           | Hyundai i20 N Rally1   | 9:09.0  | Elfyn Evans         |
| Día 3 (26 de enero)      | SS7   | Champcella / Saint-Clément 2                     | 17.87 km  | Thierry Neuville           | Hyundai i20 N Rally1   | 9:49.6  | Elfyn Evans         |
| Día 3 (26 de enero)      | SS8   | La Bréole / Selonnet 2                           | 18.31 km  | Sébastien Ogier            | Toyota GR Yaris Rally1 | 10:26.3 | Elfyn Evans         |
| Día 4 (27 de enero)      | SS9   | Esparron / Oze 1                                 | 18.79 km  | Thierry Neuville           | Hyundai i20 N Rally1   | 12:12.5 | Elfyn Evans         |
| Día 4 (27 de enero)      | SS10  | Les Nonières / Chichilianne 1                    | 20.04 km  | Sébastien Ogier            | Toyota GR Yaris Rally1 | 11:27.2 | Thierry Neuville    |
| Día 4 (27 de enero)      | SS11  | Pellafol / Agnières-en-Dévoluy 1                 | 21.37 km  | Thierry Neuville Ott Tänak | Hyundai i20 N Rally1   | 12:40.0 | Thierry Neuville    |
| Día 4 (27 de enero)      | SS12  | Esparron / Oze 2                                 | 18.79 km  | Sébastien Ogier            | Toyota GR Yaris Rally1 | 11:23.0 | Thierry Neuville    |
| Día 4 (27 de enero)      | SS13  | Les Nonières / Chichilianne 2                    | 20.04 km  | Sébastien Ogier            | Toyota GR Yaris Rally1 | 11:32.4 | Sébastien Ogier     |
| Día 4 (27 de enero)      | SS14  | Pellafol / Agnières-en-Dévoluy 2                 | 21.37 km  | Thierry Neuville           | Hyundai i20 N Rally1   | 12:47.8 | Thierry Neuville    |
| Día 5 (28 de enero)      | SS15  | La Bréole / Selonnet 3                           | 18.31 km  | Thierry Neuville           | Hyundai i20 N Rally1   | 10:31.8 | Thierry Neuville    |
| Día 5 (28 de enero)      | SS16  | Digne-les-Bains / Chaudon-Norante                | 19.01 km  | Thierry Neuville           | Hyundai i20 N Rally1   | 11:10.2 | Thierry Neuville    |
| Día 5 (28 de enero)      | SS17  | La Bollène-Vésubie / Col de Turini (Power Stage) | 14.80 km  | Thierry Neuville           | Hyundai i20 N Rally1   | 9:50.4  | Thierry Neuville    |
| Fuente: ewrc-results.com |       |                                                  |           |                            |                        |         |                     |

### Power stage
El power stage fue un tramo de 14.80 km al final del rally. Se otorgaron puntos adicionales del Campeonato Mundial a los cinco más rápidos.
| Pos. | Piloto           | Copiloto         | Coche                  | Equipo                  | Tiempo | Puntos |
| ---- | ---------------- | ---------------- | ---------------------- | ----------------------- | ------ | ------ |
| 1    | Thierry Neuville | Martijn Wydaeghe | Hyundai i20 N Rally1   | Hyundai Shell Mobis WRT | 9:50.4 | 5      |
| 2    | Sébastien Ogier  | Vincent Landais  | Toyota GR Yaris Rally1 | Toyota Gazoo Racing WRT | +2.6   | 4      |
| 3    | Takamoto Katsuta | Aaron Johnston   | Toyota GR Yaris Rally1 | Toyota Gazoo Racing WRT | +2.8   | 3      |
| 4    | Elfyn Evans      | Scott Martin     | Toyota GR Yaris Rally1 | Toyota Gazoo Racing WRT | +3.2   | 2      |
| 5    | Ott Tänak        | Martin Järveoja  | Ford Puma Rally1       | M-Sport Ford WRT        | +5.1   | 1      |

## Clasificación final
| World Rally Championship   | World Rally Championship | World Rally Championship   | World Rally Championship | World Rally Championship | World Rally Championship | World Rally Championship | World Rally Championship |
| Pos.                       | Piloto                   | Copiloto                   | Automóvil                | Equipo                   | Neumático                | Tiempo                   | Puntos                   |
| -------------------------- | ------------------------ | -------------------------- | ------------------------ | ------------------------ | ------------------------ | ------------------------ | ------------------------ |
| 1                          | Thierry Neuville         | Martijn Wydaeghe           | Hyundai i20 N Rally1     | Hyundai Shell Mobis WRT  | P                        | 3:09:30.9                | 25                       |
| 2                          | Sébastien Ogier          | Vincent Landais            | Toyota GR Yaris Rally1   | Toyota Gazoo Racing WRT  | P                        | +16.1                    | 20                       |
| 3                          | Elfyn Evans              | Scott Martin               | Toyota GR Yaris Rally1   | Toyota Gazoo Racing WRT  | P                        | +45.2                    | 19                       |
| 4                          | Ott Tänak                | Martin Järveoja            | Hyundai i20 N Rally1     | Hyundai Shell Mobis WRT  | P                        | +1:59.8                  | 14                       |
| 5                          | Adrien Fourmaux          | Alexandre Coria            | Ford Puma Rally1         | M-Sport Ford WRT         | P                        | +3:36.9                  | 11                       |
| 6                          | Andreas Mikkelsen        | Torstein Eriksen           | Hyundai i20 N Rally1     | Hyundai Shell Mobis WRT  | P                        | +5:34.6                  | 6                        |
| 7                          | Takamoto Katsuta         | Aaron Johnston             | Toyota GR Yaris Rally1   | Toyota Gazoo Racing WRT  | P                        | +8:28.5                  | 6                        |
| 8                          | Yohan Rossel             | Arnaud Dunand              | Citroën C3 Rally2        | DG Sport Compétition     | P                        | +10:29.8                 | 1                        |
| 9                          | Pepe López               | David Vázquez Liste        | Škoda Fabia RS Rally2    | Pepe López               | P                        | +10:33.8                 | 2                        |
| 10                         | Nikolay Gryazin          | Konstantin Aleksandrov     | Citroën C3 Rally2        | DG Sport Compétition     | P                        | +10:45.2                 | 3                        |
| World Rally Championship 2 |                          |                            |                          |                          |                          |                          |                          |
| 1 (8.)                     | Yohan Rossel             | Arnaud Dunand              | Citroën C3 Rally2        | DG Sport Compétition     | P                        | 3:20:00.7                | 25                       |
| 2 (9.)                     | Pepe López               | David Vázquez Liste        | Škoda Fabia RS Rally2    | Pepe López               | P                        | +4.0                     | 18                       |
| 3 (10.)                    | Nikolay Gryazin          | Konstantin Aleksandrov     | Citroën C3 Rally2        | DG Sport Compétition     | P                        | +15.4                    | 15                       |
| 4 (11.)                    | Nicolas Ciamin           | Yannick Roche              | Hyundai i20 N Rally2     | Nicolas Ciamin           | P                        | +4:14.3                  | 12                       |
| 5 (13.)                    | Stéphane Lefebvre        | Andy Malfoy                | Toyota GR Yaris Rally2   | Stéphane Lefebvre        | P                        | +5:58.5                  | 10                       |
| 6 (14.)                    | Jan Solans               | Rodrigo Sanjuan de Eusebio | Toyota GR Yaris Rally2   | Jan Solans               | P                        | +9:13.5                  | 8                        |
| 7 (16.)                    | Olivier Burri            | Anderson Levratti          | Škoda Fabia Rally2 evo   | Olivier Burri            | P                        | +20:16.8                 | 6                        |
| 8 (17.)                    | Mauro Miele              | Luca Beltrame              | Škoda Fabia RS Rally2    | Mauro Miele              | P                        | +21:19.2                 | 4                        |
| 9 (24.)                    | Eamonn Boland            | Michael Joseph Morrissey   | Ford Fiesta Rally2       | Eamonn Boland            | P                        | +30:34.8                 | 2                        |
| 10 (25.)                   | Jourdan Serderidis       | Frédéric Miclotte          | Volkswagen Polo GTI R5   | Jourdan Serderidis       | P                        | +31:18.3                 | 1                        |
| World Rally Championship 3 |                          |                            |                          |                          |                          |                          |                          |
| 1 (18.)                    | Jan Černý                | Ondřej Krajča              | Ford Fiesta Rally3       | Jan Černý                | P                        | 3:42:09.1                | 25                       |
| 2 (46.)                    | Ghjuvanni Rossi          | Kylian Sarmezan            | Renault Clio Rally3      | Ghjuvanni Rossi          | P                        | +10:42.6                 | 18                       |
| Fuente: ewrc-results.com   |                          |                            |                          |                          |                          |                          |                          |